# MPK Radomsko
Miejskie Przedsiębiorstwo Komunikacyjne Sp. z o.o. w Radomsku przedsiębiorstwo zajmujące się transportem zbiorowym autobusowym, na terenie Radomska. Powstało 14 stycznia 1968 roku.

## Historia
Komunikacja miejska w Radomsku została uruchomiona 14 stycznia 1968 roku jako Miejskie Przedsiębiorstwo Gospodarki Komunalnej w Radomsku. Do obsługi linii zakupiono 4 autobusy San H100B. Pierwszym kierownikiem Zakładu Komunikacji Miejskiej w Radomsku był Roman Zyberyng. Wkrótce tabor ZKM został uzupełniony o 2 autobusy: 1 San H100B i 1 używany San H27B. Zajezdnia ZKM Radomsko mieściła się przy ulicy Berka Joselewicza 8. 28 listopada 1968 roku Zakład Komunikacji Miejskiej Miejskiego Przedsiębiorstwa Gospodarki Komunalnej w Radomsku otrzymał 4 używane autobusy Ikarus 620 z MZK Warszawa. Po kilku latach eksploatacji te autobusy zostały skasowane. W 1968 roku komunikacja miejska w Radomsku przewiozła 900 tys. pasażerów.
1 października 1977 roku decyzją Wojewody Piotrkowskiego powstało Wojewódzkie Przedsiębiorstwo Komunikacji Miejskiej w Piotrkowie Trybunalskim. W jego skład weszły Miejski Zakład Komunikacji Piotrkowskiego Przedsiębiorstwa Gospodarki Komunalnej i Mieszkaniowej w Piotrkowie Trybunalskim oraz Zakład Komunikacji Miejskiej Przedsiębiorstwa Gospodarki Komunalnej i Mieszkaniowej w Tomaszowie Mazowieckim z Oddziałem w Opocznie i Zakład Komunikacji Miejskiej Przedsiębiorstwa Gospodarki Komunalnej i Mieszkaniowej w Radomsku. W nowo utworzonym przedsiębiorstwie działały 3 zakłady: Zakład Komunikacji Miejskiej w Piotrkowie Trybunalskim oraz Oddział Komunikacji Miejskiej w Tomaszowie Mazowieckim z Placówką w Opocznie i Oddział Komunikacji Miejskiej w Radomsku. Od połowy lat siedemdziesiątych zastępowano autobusy San nowoczesnymi Autosanami H9-35. W lutym 1978 roku tabor OKM Radomsko liczył 30 autobusów, w tym 16 Sanów H100B i 14 Autosanów H9-35 zaś w październiku 1978 r. OKM Radomsko posiadał już 36 autobusów, w tym 15 Sanów H100B i 21 Autosanów H9-35. Tabor przedsiębiorstwa w 1981 roku liczył 33 autobusy Autosan H9-35. W 1983 roku OKM Radomsko posiadał 37 autobusów Autosan H9-35 i obsługiwał 15 linii autobusowych. W 1984 roku spółka otrzymał pierwsze autobusy Jelcz PR110U, w sierpniu tabor liczył 34 autobusy, w tym 26 Autosanów H9-35 i 8 Jelczy PR110U. Z powodu braku miejsca w zajezdni 6 autobusów nocowało na przyległej do zajezdni ul. Mickiewicza 26 lutego 1985 roku Oddział Komunikacji Miejskiej w Radomsku zmienił nazwę na Zakład Komunikacji Miejskiej w Radomsku. W czerwcu 1985 roku ZKM Radomsko obsługiwał już 18 linii, w tym 6 miejskich i 12 podmiejskich. W połowie lat osiemdziesiątych ZKM otrzymał na nową zajezdnię przy ul. Wójcika (obecnie Św. Rozalii), została oddana do użytku w 1990 roku. W marcu 1988 roku ujednolicono numerację autobusów WPKM Piotrków Trybunalski. ZKM Radomsko w miejsce numerów jedno – i dwucyfrowych x i xx otrzymał numerację trzycyfrową 3xx.
W styczniu 1991 roku Wojewódzkie Przedsiębiorstwo Komunikacji Miejskiej w Piotrkowie Trybunalskim rozpadło się na 5 samodzielnych przedsiębiorstw komunikacyjnych. W miejsce Zakładu Komunikacji Miejskiej w Radomsku utworzono Miejskie Przedsiębiorstwo Komunikacyjne w Radomsku. W latach 1993 -1994 MPK Radomsko zakupiło 9 używanych autobusów: 5 MANów SL200 oraz 4 Gräf-Steyry LU200M11 z napędem gazowym. 1 stycznia 1996 roku Miejskie Przedsiębiorstwo Komunikacyjne w Radomsku zostało przekształcone w spółkę z ograniczoną odpowiedzialnością. Również w ty msamym roku zakupiono na potrzeby zajezdni teren po byłym Państwowym Ośrodku Maszynowym przy ul. Narutowicza 59 i rozpoczęto jego adaptację. Nowa siedziba MPK Radomsko została oddana do użytku w 1997 roku, tabor MPK wzbogacił się o 10 nowych autobusów: 9Autosanów A1010M “Medium” i 1 Autosan H6-20.02 “Melon”. W marcu 1999 roku zakupiono kolejne 2 autobusy: przegubowe Mercedesy O305G od prywatnego przedsiębiorcy z Piotrkowa Trybunalskiego. Pierwszym właścicielem tych autobusów był Port Lotniczy Okęcie w Warszawie. We wrześniu 2002 r. zakupiono kolejne 2 autobusy używane – przegubowy MAN NG272 i Neoplan N4014. W maju 2003 r. MPK Radomsko posiadało 25 autobusów i obsługiwało 13 linii, w tym 3 miejskie, 9 podmiejskich i 1 międzymiejską.
W październiku 2004 r. MPK Radomsko posiadało 23 autobusy i obsługiwało 12 linii autobusowych, w tym 3 miejskie, 8 podmiejskich i 1 międzymiejską. W listopadzie 2005 r. MPK Radomsko zakupiło 13 nowych autobusów: 8 Autosanów H7-20.05 i 5 Solbusów B9,5. W styczniu 2006 r. do MPK Radomsko dotarty kolejne 3 nowe autobusy: 2 Karosy B951E oraz pierwszy z 5 Irisbusów Midiriderów. Pozostałe 4 dotarły w I kwartale 2006 r. W 2006 roku MPK Radomsko posiadało 34 autobusy i obsługiwało 15 linii autobusowych. W 2011 roku MPK zakupiło 2 MANy NL 202 oraz jednego MANa NL 222. W latach 2013 - 2014 spółka zakupiła w sumie 9 używanych autobusów: jeden MAN-Göppel NM 222, jeden Mercedes O405GN2 i siedem Mercedesów O405N2. W 2015 i 2016 roku przedsiębiorstwo zakupiło 3 Mercedesy O530. W tym samym roku zakupiono również 2 MANy NM 223.2, a w 2017 roku zakupiono jednego MANa NÜ xx3. W czerwcu 2018 roku podpisano umowę na kupno 8 autobusów Solaris Urbino 12. 4 spalinowe i 4 hybrydowe. Zostały włączone do eksploatacji w maju 2019r. W grudniu 2019 roku włączono do  eksploatacji 2 używane MANy Lion’s City M. W grudniu 2021 zakupiono z Stockholmu 3 sztuki 12-metrowych Scanii CK230UB 4x2 LB. W październiku zakupiono specjalnie na obsługę linii nr 1 do Kamieńska i Chrzanowic 2 przegubowe Mercedesy Benz Conecto G.  

## Tabor
Tabor MPK Radomsko liczy 28 autobusów. Wszystkie pojazdy są wyposażone w system informacji pasażerskiej, a 25 z nich jest przystosowanych do przewozu osób niepełnosprawnych.
| Model autobusu                                         | Cechy pojazdów | Numery taborowe                                        | Eksploatacja od                                        | Rok wycofania                                          | Rok produkcji                                          | Liczba |
| ------------------------------------------------------ | --- | ------------------------------------------------------ | ------------------------------------------------------ | ------------------------------------------------------ | ------------------------------------------------------ | ------ |
| Autosan H7-20.05                                       | system informacji pasażerskiej | 15, 17, 18, 19, 21, 22                                 | 2005                                                   | 2023                                                   | 2005                                                   | 6      |
| Solbus B9,5                                            | system informacji pasażerskiej | 23, 24, 26, 27                                         | 2005                                                   | -                                                      | 2005                                                   | 4      |
| Karosa B951E                                           | system informacji pasażerskiej · Internet bezprzewodowy                                                                                | 28, 29                                                 | 2006                                                   | 2022                                                   | 2005                                                   | 2      |
| Irisbus 395E MidiRider                                 | system informacji pasażerskiej | 32, 33, 34                                             | 2006                                                   | 2019                                                   | 2006                                                   | 3      |
| MAN NL 202                                             | system informacji pasażerskiej · przewóz osób na wózkach                                                                               | 37, 39                                                 | 2011                                                   | 2019                                                   | 1998                                                   | 2      |
| MAN NL 222                                             | system informacji pasażerskiej · przewóz osób na wózkach                                                                               | 38                                                     | 2011                                                   | 2019                                                   | 1998                                                   | 1      |
| MAN-Göppel NM 222                                      | system informacji pasażerskiej · przewóz osób na wózkach                                                                               | 42                                                     | 2013                                                   | 2017                                                   | 1996                                                   | 1      |
| Mercedes-Benz O405GN2                                  | system informacji pasażerskiej · przewóz osób na wózkach                                                                               | 46                                                     | 2014                                                   | 2019                                                   | 1995                                                   | 1      |
| Mercedes-Benz O405N2                                   | system informacji pasażerskiej · przewóz osób na wózkach                                                                               | 43, 44, 45, 46, 47, 48, 49, 50                         | 2014                                                   | 2022                                                   | 1998                                                   | 1      |
| Mercedes-Benz O530                                     | system informacji pasażerskiej · przewóz osób na wózkach · Internet bezprzewodowy                                                      | 14                                                     | 2016                                                   | -                                                      | 2002                                                   | 3      |
| Mercedes-Benz O530                                     | system informacji pasażerskiej · przewóz osób na wózkach · Internet bezprzewodowy                                                      | 52                                                     | 2015                                                   | 2022                                                   | 2001                                                   | 3      |
| Mercedes-Benz O530                                     | system informacji pasażerskiej · przewóz osób na wózkach · Internet bezprzewodowy                                                      | 53                                                     | 2016                                                   | 2024                                                   | 2005                                                   | 3      |
| MAN NM 223.2                                           | system informacji pasażerskiej · przewóz osób na wózkach · Internet bezprzewodowy                                                      | 54                                                     | 2016                                                   | -                                                      | 2004                                                   | 2      |
| MAN NM 223.2                                           | system informacji pasażerskiej · przewóz osób na wózkach · Internet bezprzewodowy                                                      | 55                                                     | 2016                                                   | -                                                      | 2003                                                   | 2      |
| MAN NÜ xx3                                             | system informacji pasażerskiej · przewóz osób na wózkach                                                                               | 11,12                                                  | 2017                                                   | -                                                      | 2004                                                   | 2      |
| Solaris Urbino 12 IV                                   | system informacji pasażerskiej · przewóz osób na wózkach · Internet bezprzewodowy · klimatyzacja przestrzeni pasażerskiej · monitoring | 62,63,64,65                                            | 2019                                                   | -                                                      | 2018/2019                                              | 4      |
| Solaris Urbino 12 hybrid                               | system informacji pasażerskiej · przewóz osób na wózkach · Internet bezprzewodowy · klimatyzacja przestrzeni pasażerskiej · monitoring | 60,61,66,67                                            | 2019                                                   | -                                                      | 2018/2019                                              | 4      |
| MAN Lion’s City M                                      | system informacji pasażerskiej · przewóz osób na wózkach                                                                               | 56,57                                                  | 2019                                                   | -                                                      | 2008                                                   | 2      |
| Scania CK230UB 4x2 LB                                  | system informacji pasażerskiej · przewóz osób na wózkach · klimatyzacja przestrzeni pasażerskiej · monitoring                          | 68,69,70                                               | 2021                                                   | -                                                      | 2010                                                   | 3      |
| Mercedes-Benz Conecto LF G                             | system informacji pasażerskiej · przewóz osób na wózkach · monitoring                                                                  | 71,72                                                  | 2022                                                   | -                                                      | 2010                                                   | 2      |
| Wszystkie pojazdy                                      | Wszystkie pojazdy | Wszystkie pojazdy                                      | Wszystkie pojazdy                                      | Wszystkie pojazdy                                      | Wszystkie pojazdy                                      | 28     |
| Udział autobusów przystosowanych dla niepełnosprawnych | Udział autobusów przystosowanych dla niepełnosprawnych                                                                                 | Udział autobusów przystosowanych dla niepełnosprawnych | Udział autobusów przystosowanych dla niepełnosprawnych | Udział autobusów przystosowanych dla niepełnosprawnych | Udział autobusów przystosowanych dla niepełnosprawnych | 89%    |